# Papa Eugen al IV-lea
Papa Eugen al IV-lea (n. 1383, Veneția, Republica Veneția – d. 23 februarie 1447, Roma, Statele Papale) a fost un papă al Romei.